# Sklerosierung von Hämorrhoiden
Die Sklerosierung von Hämorrhoiden, auch Hämorrhoidenverödung genannt, ist eine Methode zur Therapie von symptomatischen Hämorrhoiden ersten oder zweiten Grades.

## Beschreibung

Schematische Darstellung von Hämorrhoiden 1. Grades. Links im Bild der in den Analkanal weit hineinreichende Hämorrhoidalknoten.

Die Sklerosierung von Hämorrhoiden ist ein minimalinvasiver Eingriff, der üblicherweise ambulant vorgenommen wird. Es ist dabei keinerlei Narkose notwendig. Das zu verödende Gewebe ist weitgehend schmerzunempfindlich. Die Verödung ist das Mittel der Wahl zur Behandlung von Hämorrhoiden ersten Grades.
Zwei Sklerosierungsverfahren sind etabliert.

### Sklerosierung nach Blond und Hoff
Die intrahämorrhoidale Sklerosierung wurde 1936 von Kasper Blond und Herbert Hoff erstmals beschrieben. Durch ein Proktoskop hindurch injiziert der behandelnde Arzt dabei mit einer Spritze das Sklerosierungsmittel in die Tela submucosa (submukös). Eine bläulich-glasige Verfärbung der Schleimhaut zeigt die korrekte Injektion visuell durch das Proktoskop an. Die Injektion in die Tela submucosa ist schmerzfrei, da das Gewebe oberhalb der Linea dentata keine freien Nervenendigungen hat und dadurch wesentlich weniger sensitiv ist als unterhalb der Linea dentata. Die Sklerosierung wird in drei bis fünf Behandlungssitzungen über einen Zeitraum von etwa vier bis sechs Wochen wiederholt. Die in den Hämorrhoidalpolstern hervorgerufene Entzündungsreaktion bewirkt eine Vernarbung des Gewebes, was zu einer Drosselung der arteriellen Blutzufuhr führt. Zudem wird die gelockerte Schleimhaut fixiert.
In seiner ursprünglichen Variante wird eine 20%ige Chininlösung verwendet. Mittlerweile werden Sklerosierungsmittel mit deutlich niedrigerer allergener Potenz, beispielsweise Polidocanol oder Zinkchlorid-Lösung, verwendet.
Das Verfahren ist prinzipiell für Hämorrhoidalleiden 1. und 2. Grades geeignet. Bei Hämorrhoiden 2. Grades ist jedoch die Gummibandligatur nach Barron das Mittel der Wahl. Die Komplikationsrate ist bei der intrahämorrhoidalen Sklerosierung mit unter 1 % gering. Allerdings ist die Rezidivquote mit 68 % nach drei Jahren sehr hoch.
Randomisierte kontrollierte Studien zu dem Verfahren liegen nicht vor. In Deutschland ist die Sklerosierung nach Blond und Hoff die verbreitetste Methode zur Verödung von Hämorrhoiden.

### Sklerosierung nach Blanchard
Die suprahämorrhoidale Sklerosierung wurde 1928 von Charles Elton Blanchard beschrieben. Allerdings wurde bereits um 1871 von Mitchell in Clinto (Illinois) eine ähnliche Methode zur Hämorrhoidenverödung angewendet. Bei dieser Form der Sklerosierung wird Phenol, meist 5%ig gelöst in Mandel- oder Erdnussöl, als Sklerosierungsmittel im Bereich der die Hämorrhoidalpolster versorgenden Arterien paravasal appliziert. Auch hier führt eine postinflammatorische Reaktion zu einer Fixierung der Hämorrhoidalknoten oberhalb der Linea dentata.
Die Anwendung von Phenol ist in Deutschland am Menschen rechtlich gesehen problematisch. Die Anwendung erfolgt daher in Eigenverantwortung des Arztes (Therapiefreiheit). Die Methode wird vor allem im angloamerikanischen Raum bei symptomatischen Hämorrhoiden 1. bis 3. Grades angewendet. Positive Studienergebnisse bei der Anwendung zur Behandlung von Hämorrhoiden 3. Grades liegen allerdings nicht vor.
Auch diese Methode weist mit weniger als 1 % eine geringe Komplikationsrate auf. Die Rezidivquote liegt nach drei Jahren bei etwa 80 %. International betrachtet ist die Sklerosierung nach Blanchard die am meisten angewandte Verödungsmethode von Hämorrhoiden.

## Weiterführende Literatur
- E. Laurisin: Sclero-therapy of hemorrhoids. In: American journal of proctology. Band 22, Nummer 4, August 1971, S. 241–244, ISSN 0002-9521. PMID 5160997.
- P. Benin, C. D’Amico: Foam sclerotherapy with Fibrovein (STD) for the treatment of hemorrhoids, using a flexible endoscope. In: Minerva chirurgica. Band 62, Nummer 4, August 2007, S. 235–240, ISSN 0026-4733. PMID 17641583.
- M. Chand, G. F. Nash, N. Dabbas: The management of haemorrhoids. In: British journal of hospital medicine (London, England : 2005). Band 69, Nummer 1, Januar 2008, S. 35–40, ISSN 1750-8460. PMID 18293730. (Review).
- A. G. Acheson, J. H. Scholefield: Management of haemorrhoids. In: BMJ (Clinical research ed.). Band 336, Nummer 7640, Februar 2008, S. 380–383, ISSN 1756-1833. doi:10.1136/bmj.39465.674745.80. PMID 18276714. PMC 2244760 (freier Volltext). (Review).